# 迪士尼小熊
迪士尼小熊（英語：Disney bear）又稱為達菲熊（英語：Duffy），是設計自美國加州冒險樂園、在東京迪士尼海洋發揚光大的原創玩偶角色。
最初在加州冒險樂園出現的時候名為「Disney Bear」；後來的東京迪士尼海洋登場時改為「Disney Bear - Duffy」，並把牠的設定為“被米老鼠施了魔法后獲得生命的善良玩偶”，經過日本人的不斷推廣、以及增加日本迪士尼海洋的原創特色，讓達菲熊的人氣逐漸暴增、并持續到現在。
另外，達菲熊的朋友包括“雪莉玫（ShellieMay）”、“傑拉托尼（Gelatoni）”、“星黛露（StellaLou）”、“可琦安（CookieAnn）”、“奧樂米拉（OluMel），前三者發源地為東京迪士尼海洋；可琦安的發源地爲香港迪士尼樂園；奧樂米拉的發源地爲迪士尼夏威夷Aulani度假村；「玲娜貝兒（Lina bell）」發源地爲上海迪士尼樂園。

## 概述
Duffy的臉部是一個米奇圖案，此外，在臀部還有一個米奇圖案。而在東京迪士尼海洋為商品販售，作為商品販售的Duffy在腳底的部份也有米奇圖案。但在東京迪士尼海洋的角色迎賓（與遊客合照等）時出現的Duffy腳底沒有米奇圖案。受限於與美國迪士尼公司的合約關係，Duffy商品僅在東京迪士尼海洋園內販賣。以往除了東京迪士尼海洋日文版官方網站及遊園手冊之外，其他語言的官方網站和遊園手冊、傳單上一律不刊載Duffy之相關訊息，但此限制在2010年「摯友達菲」公演開始之後已解禁，於2010年針對台灣旅遊業進行的招待參訪活動也開始介紹Duffy。2010年起，達菲熊及相關商品陸續在美國兩座迪士尼度假區、香港迪士尼樂園度假區等地登場，2011年起也於巴黎迪士尼樂園度假區內登場，2016年上海迪士尼開園之初就有迪士尼小熊的參與。

## 歷史

### Disney Bear時代
以下沒有特別記載的時期，均身著與商品同樣的服裝，在東京迪士尼海洋裡進行角色迎賓。

#### Disney Bear的登場
2002年,在加州冒险乐园的商店里面第一次出现。當時為牠配上了不同的顏色。
2004年11月5日。這年的東京迪士尼海洋聖誕活動港灣聖誕開始前一天，在園內美國海濱區，戴著紅色帽子和紅色圍巾的Disney Bear開始在園區進行角色迎賓。

#### Disney Bear的由来
此時的Disney Bear背景設定如下：
1. 米奇老鼠有一隻很喜歡的泰迪熊玩偶。
2. 米奇老鼠心想「如果能和這隻熊一起散步該有多好」。
3. 此時奇妙仙子現身，在泰迪熊身上撒下奇妙星粉。
4. 藉著奇妙星粉的魔力，泰迪熊有了生命。
5. 米奇老鼠非常高興，緊緊擁抱泰迪熊，
6. 於是泰迪熊的臉上就有了米奇老鼠的形狀。

#### 主要商品
商品名稱為方便起見，採用以服裝等容易辨識的元素命名，並非正式名稱。
Santa Disney Bear2004年12月1日。戴著如同聖誕老人一般的紅色帽子、戴著紅色圍巾的泰迪熊玩偶上市。當時發售的商品如下：
- 大型玩偶
- 小型玩偶
- 附吊繩的玩偶
- 附吊鏈、安全別針的玩偶
- 臉型枕頭（沒有帽子和圍巾）

這時的商品，雖然沒有在報章雜誌和網路宣傳，也沒有在遊園手冊提及，但僅僅三天就銷售一空。
Valentine Disney Bear在2005年2月至3月之間發售，造型是拿著紅色心型枕頭的Disney Bear。
S.S.Columbia Sailor Disney Bear2005年5月發售，造型是深藍色水手服及印有「S.S.Columbia號」圖案的帽子。
Cape Cod Sailor Disney Bear2005年7月1日。戴著平頂草帽、穿著白領上衣的船員風Disney Bear。
從這個時候起，角色迎賓場所，從美國海濱的紐約地區移到鱈魚岬地區。
Sweater Disney Bear2005年9月。穿著藍色毛衣（帶有黃色線條裝飾）的冬裝加上藍色貝雷帽的Disney Bear。
從這個時候開始，大型玩偶便不再推出相同的服裝。
除了玩偶之外，也有糖果餅乾及文具類商品。

### 達菲熊時代
2005年聖誕節後，隨著新商品的推出，也發表了全新的設定。
1. 米妮老鼠送給米奇老鼠一隻小熊玩偶。
2. 因為裝在圓筒水手袋，米奇便將牠命名為「Duffy」。
3. 被取名為Duffy的小熊玩偶，很喜歡米奇老鼠。

除了發售身著服飾的玩偶之外，也開始單獨販售服裝。
2008年4月25日發售以下達菲商品。
- 東京迪士尼渡假區25週年紀念別針組合
- 東京迪士尼渡假區25週年紀念項鍊
- 清掃服務員造型服裝（鞋底印有25週年圖案）
- 清掃服務員造型服裝附安全別針的吊飾玩偶
- 不鏽鋼馬克杯

※從這天開始，官方宣布25週年期間，每月25日都會以東京迪士尼渡假區服務人員的造型服裝為主題，發售新的服飾。（請參照東京迪士尼渡假區25週年企劃）
2008年4月29日發售以下達菲商品。
- 服裝（吊帶褲）
- 服裝（印有達菲臉部圖案的T恤）
- 玩偶造型小型手提包

#### 與Margarete Steiff合作
2006年夏天發售與知名泰迪熊製造商Margarete Steiff合作的達菲熊玩偶。
2011年為紀念東京迪士尼海洋10週年，再次與Steiff合作推出限量2500隻的紀念達菲熊。。

#### 东京迪士尼度假区25周年企划
纪念东京迪士尼渡假区25周年，从2008年4月25日开始的每月25日，固定发售园内演艺人员的制服服装及小吊饰玩偶。服装组内附的鞋子鞋底都印有25周年的图案。
1. 服务部演艺人员
2. 忿怒双神
3. 太空山
4. 东京迪士尼乐园大饭店的行李服务员
5. 辛巴达传奇之旅
6. 迪士尼度假区
7. 幽灵公馆
8. 惊魂古塔紀纪念写真
9. 东京迪士尼海洋观海景大饭店客房服务员
10. 东京迪士尼乐园「辉儿杜儿路儿好时光咖啡」
11. 威尼斯船夫（东京迪士尼海洋的游乐设施「威尼斯贡多拉游船」）
12. 气球商贩（在东京迪士尼乐园里贩卖气球的演艺人员）

#### 達菲熊的用餐區
從2009年1月19日至同年3月14日，在鱈魚岬錦標餐廳內部分區域（沒有上演「唐老鴨的造船家們」的區域）設置「達菲熊的用餐區」。配合這個活動，推出了圍裙、服飾組合、附安全別針的吊飾玩偶、附有紀念盤的點心等商品。

#### Cape Cod Seasons
2009年開始的商品企劃。
從2009年4月28日起，開始販售服飾組合及附安全別針的吊飾玩偶。
1. 2009年4月28日 - 園丁造型
2. 2009年6月11日 - 雨衣
3. 2009年7月17日 - 泳裝
4. 2009年9月25日 - 黑貓造型
5. 2009年11月27日 - 睡衣
6. 2009年12月28日 - 乘船裝
7. 2010年3月19日 - 復活節造型

#### Hello from Cape Cod
2010年開始的商品企劃。
2010年4月28日起，開始販售服飾組合及附安全別針的吊飾玩偶。與至今不同的地方是，開始販售達菲熊及雪莉玫不同造型的服飾組合及吊飾玩偶。
1. 2010年4月28日 - 帽子、水手服
2. 2010年6月11日 - 帽子、水手領、背心、褲子
3. 2010年9月6日 - 帽子、以南瓜為概念的萬聖節造型
4. 2010年11月4日 - 帽子、圍巾、聖誕老人裝
5. 2011年1月7日 - 帽子、圍巾、大衣

#### 人氣爆發
2008年的東京迪士尼渡假區25週年企劃讓達菲知名度大開，從2008年11月以後，抱著達菲在東京迪士尼海洋、東京迪士尼樂園裡漫步的年輕女性急速增加。最受歡迎的玩偶商品幾乎天天缺貨，而2009年春季的相關商品營業額更是2008年冬季的三倍之多。2009年萬聖節及聖誕節活動期間，排隊等待與達菲熊合照的隊伍更一度長達4小時。
負責東京迪士尼商品企劃的Oriental Land商品開發部表示，並沒有特別擬定戰略或是刻意帶動流行，並不清楚人氣爆發的原因。推測是抱著達菲來園的遊客增加，吸引其他遊客引發的相乘效果。。
此外，2009年12月也宣布2010年3月起，將推出以達菲熊為主角的常態表演『My Friend Duffy』。

## 达菲熊的朋友们

### ShellieMay 雪莉玫
雪莉玫（ShellieMay）是米妮為达菲增添的新朋友。於2010年1月22日正式發表。

### Gelatoni 傑拉托尼
傑拉托尼（Gelatoni）於2014年7月於東京迪士尼海洋正式登場，是尾巴沾有冰淇淋的綠色小貓，職業是畫家。2016年7月16日於香港迪士尼樂園正式登場。

### StellaLou 史黛拉
史黛拉（StellaLou）2017年4月4日在日本迪士尼海洋正式登場，是一隻紫色的兔子，喜歡跳芭蕾舞。2017年8月11日於香港迪士尼樂園登場，2018年3月8日抵達上海迪士尼樂園。

### CookieAnn 可琦安
2018年6月25日，在香港迪士尼發表的新的卡通人物，是一隻黃色的大耳狗。7月3日正式以「Cookie」名稱在香港迪士尼登場。
2019年10月10日，迪士尼公佈 Cookie 新名字為 CookieAnn。

### Olu Mel 奧樂米拉
奧樂米拉（Olu Mel）在2018年7月23日在迪士尼夏威夷Aulani度假村登場，是一隻會彈奏烏克麗麗的綠色小海龜，7月27日正式上市。

### LinaBell 玲娜貝兒
玲娜貝兒（LinaBell）是2021年9月29日於上海迪士尼舉行全球首秀，形象是一隻的粉紅色小狐狸，喜歡探險和解謎。迪士尼讲述的故事里，达菲在森林里迷路后，是玲娜贝儿通过达菲身上的痕迹为线索，最终帮达菲找到了回家的路。2022年7月8日香港迪士尼樂園於其官方Facebook宣佈將於2022年9月9日在香港迪士尼登場，而東京迪士尼亦宣佈將於2022年9月8日在東京迪士尼登場。

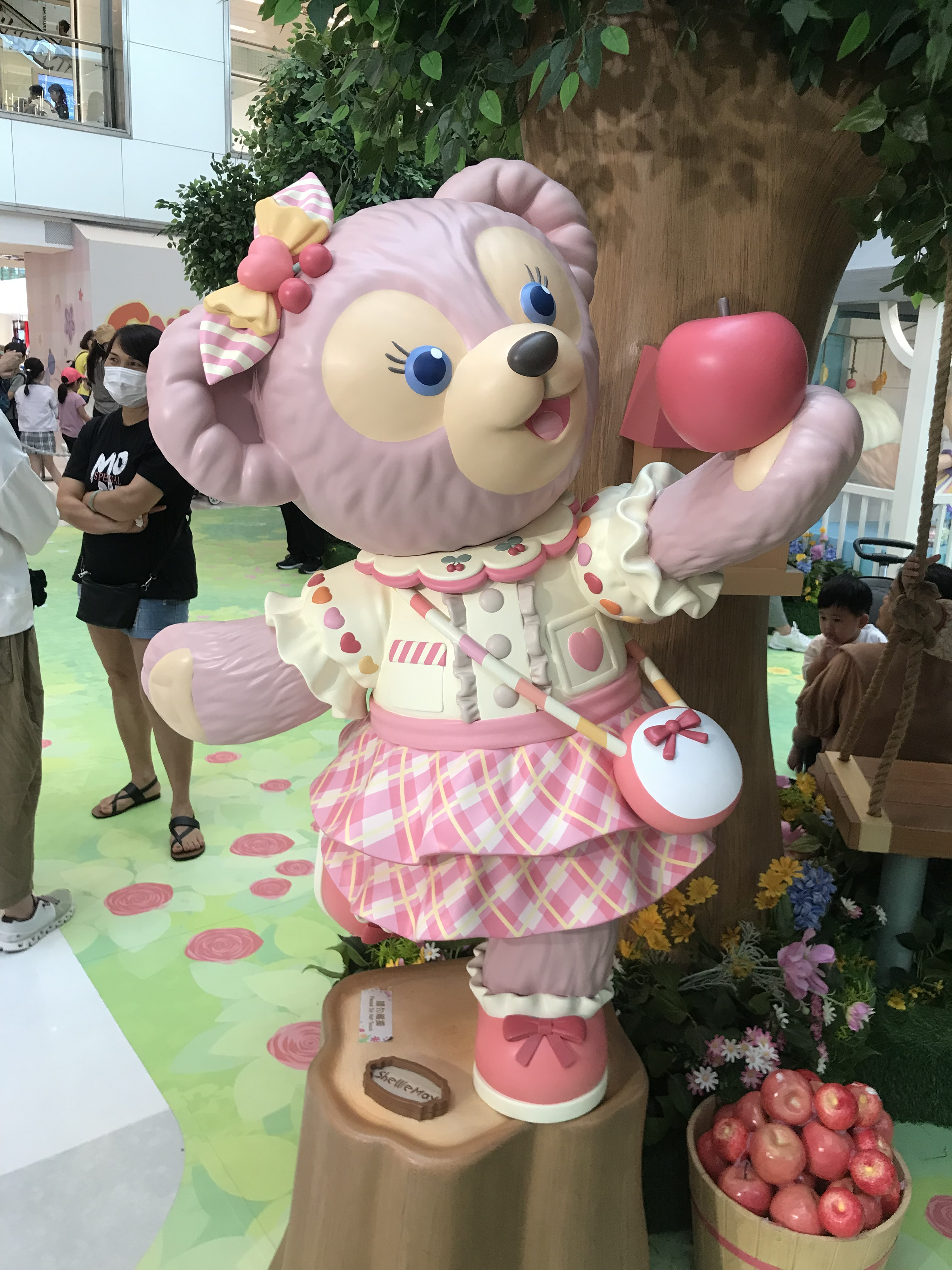
雪莉玫
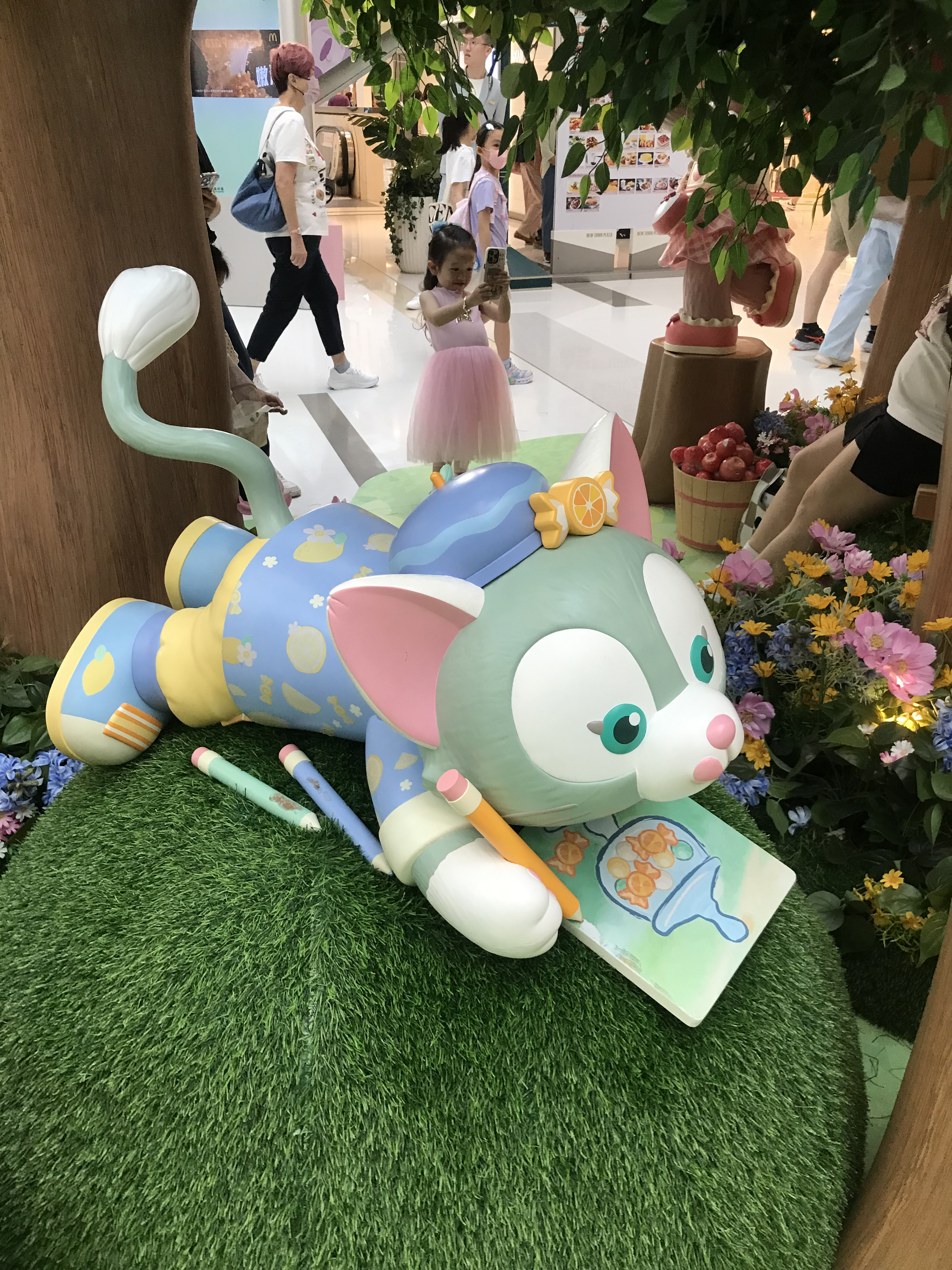
傑拉托尼
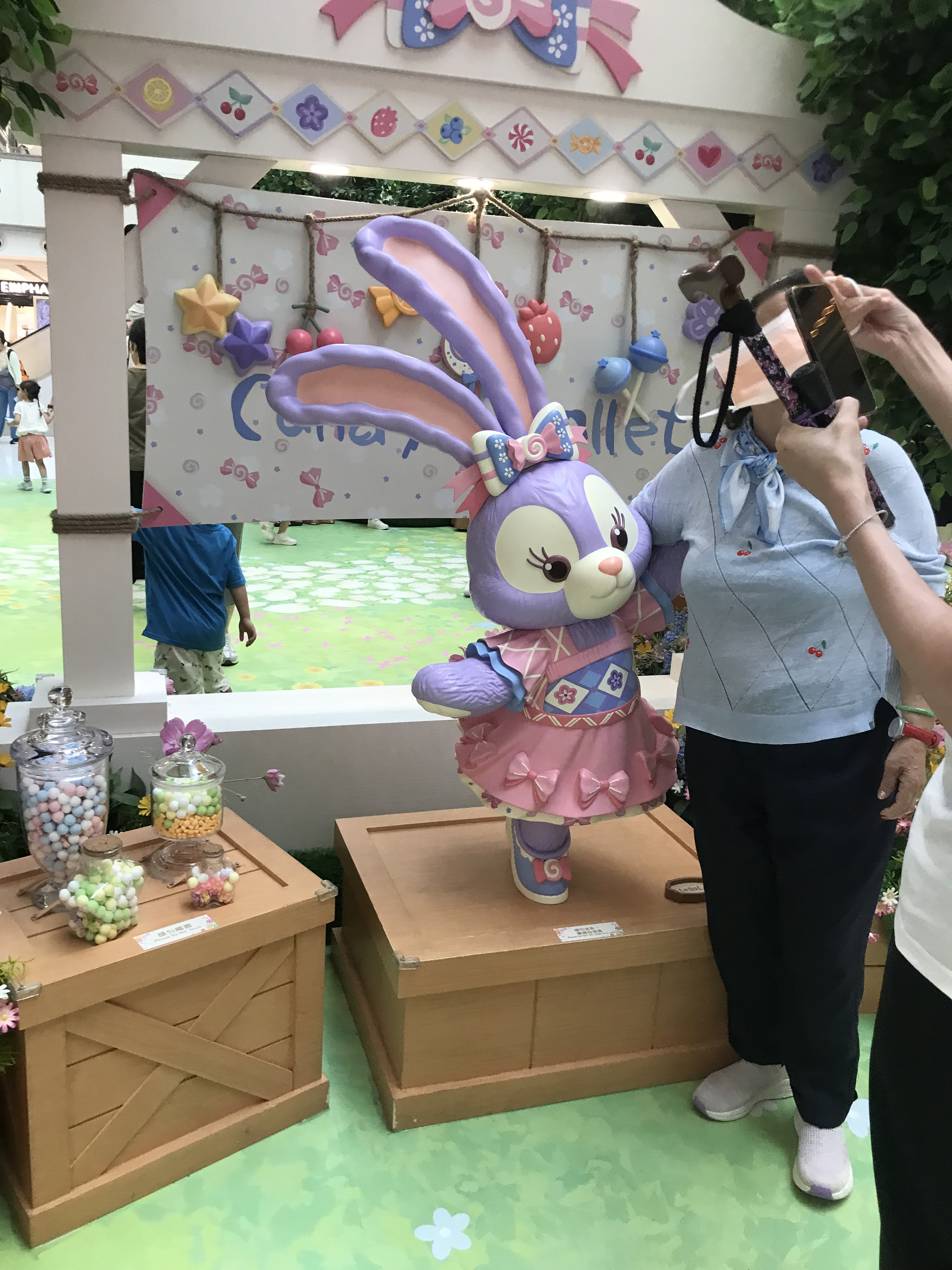
史黛拉兔
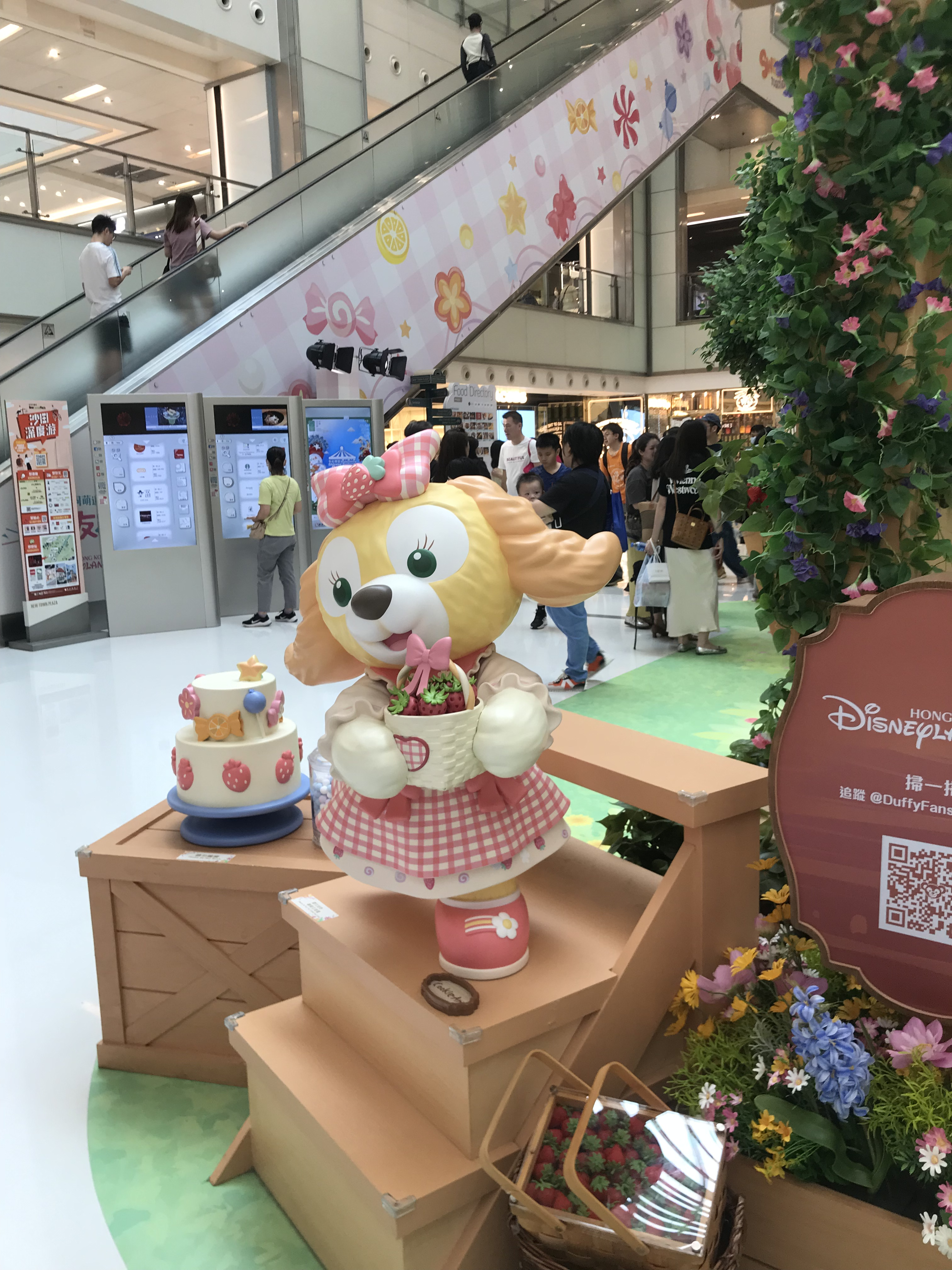
可淇安
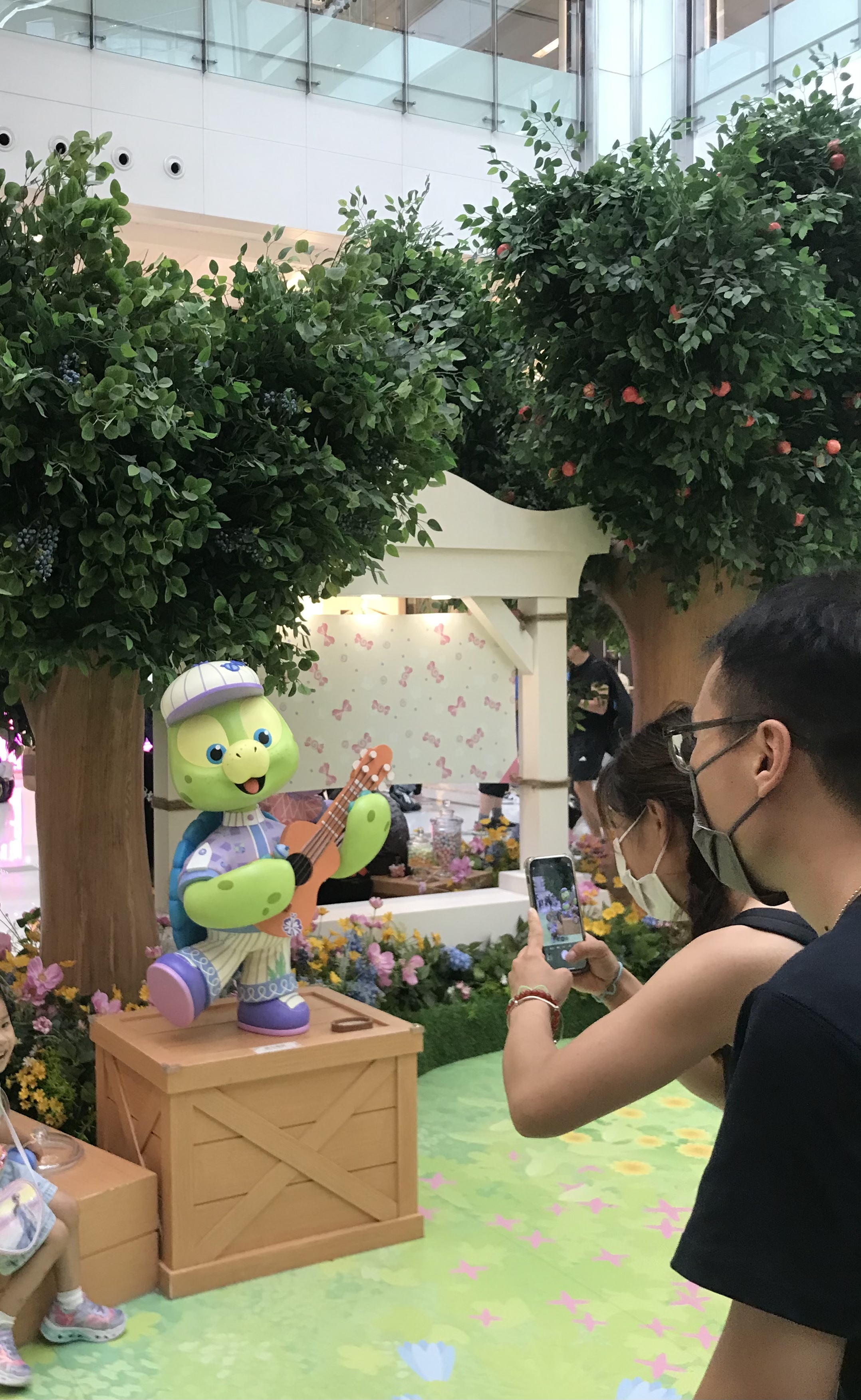
奧樂米拉
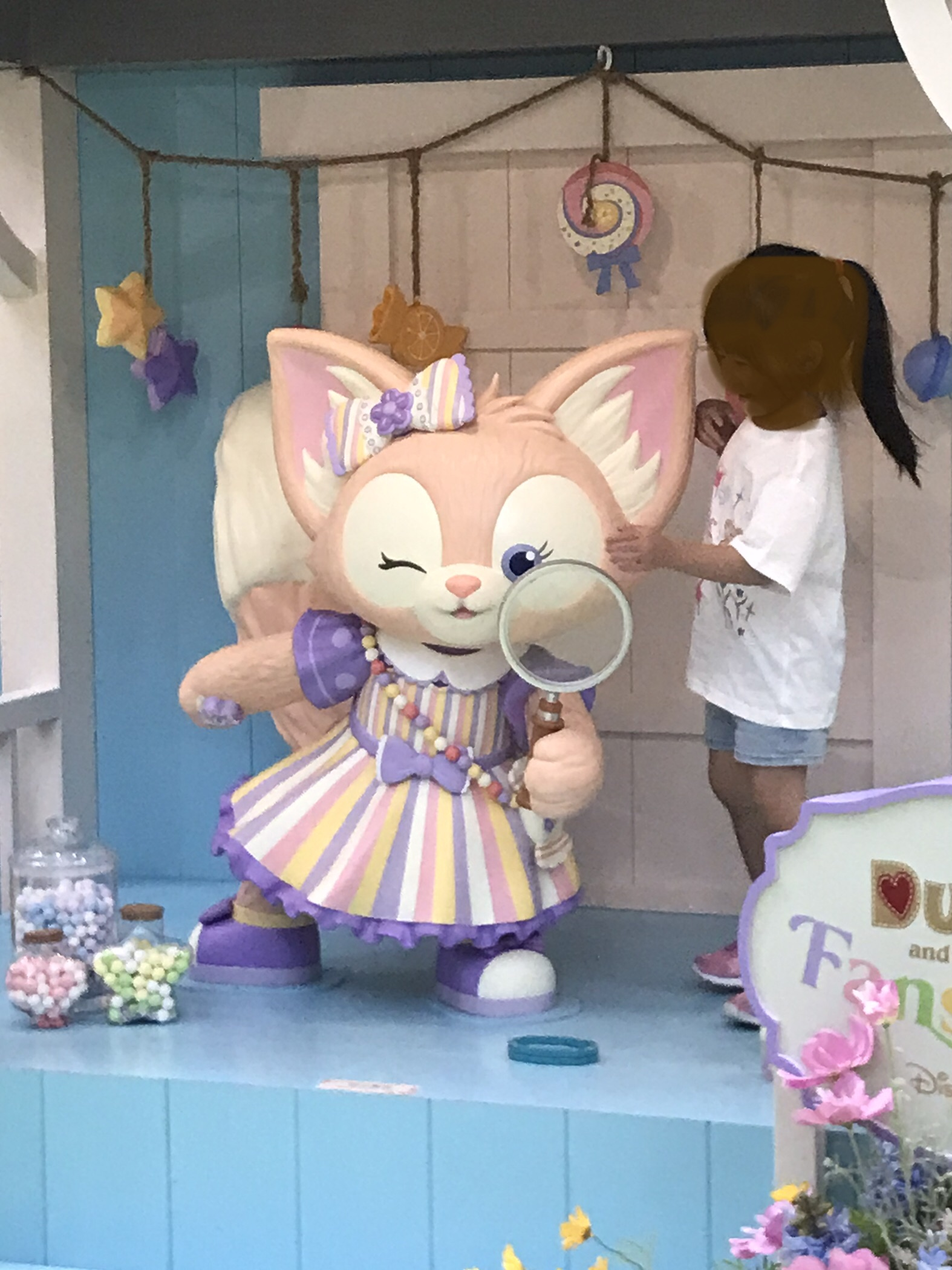
玲娜貝兒

## 官方網站
- 東京ディズニーリゾート：東京ディズニーシー：“Duffy” The Disney Bear

## 資料來源
1. ↑  .   [2018-06-29]. （原始内容存档于2018-06-29）.
2. ↑  新假期. . 新假期. 2018-07-31  [2019-07-03]. （原始内容存档于2019-04-15） （美国英语）.
3. ↑  以米奇老鼠頭型為基礎、由三個圓形構成。某種程度上來說是一種隱藏米奇。
4. ↑  東京ディズニーシー®10thアニバーサリーダッフィー | 東京ディズニーシー®10thアニバーサリー | "Duffy" The Disney Bear | 東京ディズニーシー[永久]
5. ↑  週刊東洋経済 「ダッフィー」突然ブレイクの謎、ディズニーシーで持ち歩きが急増 的存檔，存档日期2009-12-20.
6. ↑  .   [2015-11-19]. （原始内容存档于2015-11-19）.
7. ↑  GESILE. . elleaccessdate=2018-06-25.   [2018-06-29]. （原始内容存档于2018-06-29）.
8. ↑  迪士尼小報. . elleaccessdate=2018-06-28.   [2018-06-29]. （原始内容存档于2018-06-29）.
9. ↑  . on.cc東網.   [2019-10-10]. （原始内容存档于2019-10-10） （中文（香港））.
10. ↑  . GirlStyle 女生日常.   [2019-07-03]. （原始内容存档于2019-07-03） （中文（香港））.
11. ↑  . GirlStyle 女生日常.   [2021-09-17]. （原始内容存档于2021-09-17） （中文（香港））.